# Cinanggerang
Cinanggerang is een bestuurslaag in het regentschap Sumedang van de provincie West-Java, Indonesië. Cinanggerang telt 2938 inwoners (volkstelling 2010).